# 滕佐
滕佐（1424年—？），字良輔，陝西臨洮府蘭縣人，軍籍，明朝政治人物。進士出身。

## 生平
陝西鄉試第十五名。景泰五年（1454年）甲戌科會試第二百四十六名，殿試登進士第三甲第四十三名。

## 家族
曾祖滕仁壽。祖父滕允中。父亲滕耀。